# Nathan Schrimsher
Nathan Schrimsher (Roswell, 22 maggio 1992) è un pentatleta statunitense.

## Biografia
Ha partecipato ai Giochi olimpici giovanili estivi di Singapore 2010, chiudendo al tredicesimo posto nella concorso dei ragazzi e sedicesimo nella gara a squadre mista.
Ai Giochi panamericani di Toronto 2015 ha vinto la medaglia di bronzo nell'individuale, concludendo la gara dietro al guatemalteco Charles Fernandez ed al messicano Ismael Hernandez Uscanga.
Ha rappresentato la Francia ai Giochi olimpici estivi di Rio de Janeiro 2016, dove si è piazzato all'undicesimo posto nella gara maschile.

## Palmarès
- Giochi panamericani

Toronto 2015: bronzo nell'individuale